# جاك جولدستون
جاك إ.جولدستون (30 سبتمبر 1953) هو عالم اجتماع وعالم سياسي ومؤرخ أمريكي متخصص في دراسة الحركات الاجتماعية والثورات والديموغرافيا السياسية و"صعود الغرب" في تاريخ العالم. وهو مؤلف ومحرر لـ 13 كتابًا وأكثر من 150 مقالًا بحثيًا. وهو معروف كأحد المراجع الرائدة في دراسة الثورات والتغيير الاجتماعي طويل المدى. 